# Macrozona Sur

Mapa de la Macrozona Sur.

La Macrozona Sur es un término geográfico político chileno para referirse a una zona comprendida en sentido estricto a las regiones político-administrativas donde se encuentra ubicada en la actualidad la región histórica de la Araucanía: la Región de La Araucanía y la provincia de Arauco en la Región del Biobío; sumado a las regiones de Los Ríos y Los Lagos. Asimismo, tiene directa relación, aunque más ampliada o acotada (dependiendo la situación en la que se emplee), a la región natural denominada Zona Sur.

## Usos
El término comenzó a adquirir notoriedad al tener estrecha relación con los enfrentamientos en la Araucanía de 2020-2022, como una forma de georreferenciar de mejor manera los incidentes y ataques por parte del gobierno de Chile, siendo también utilizado por las Fuerzas Armadas y las policías chilenas (Carabineros de Chile y la Policía de Investigaciones de Chile) durante el estado de emergencia decretado en la parte norte de esta zona durante el segundo gobierno de Sebastián Piñera a partir del 12 de octubre de 2021.
El Ministerio de Ciencia, Tecnología, Conocimiento e Innovación de Chile también utiliza el término «Macrozona Sur», con el fin de subdividir su trabajo territorial en cinco grandes regiones a nivel nacional.

## Controversias
Durante el inicio del gobierno de Gabriel Boric en 2022, el término «Macrozona Sur» fue reemplazado por el de Wallmapu por algunas autoridades de gobierno, como la ministra del Interior, Izkia Siches, la Ministra secretaria general de Gobierno, Camila Vallejo y la delegada presidencial regional del Biobío, Daniela Dresdner, situación que provocó la molestia de autoridades de la República Argentina, al aludir a una reclamación territorial de movimientos indigenistas mapuche que involucra a parte de sus territorios.